# Zimbabue en los Juegos Olímpicos de Barcelona 1992
Zimbabue estuvo representado en los Juegos Olímpicos de Barcelona 1992 por un total de 19 deportistas, 10 hombres y 9 mujeres, que compitieron en 6 deportes.
El equipo olímpico zimbabuense no obtuvo ninguna medalla en estos Juegos.